# Cryptocheilus alternatus

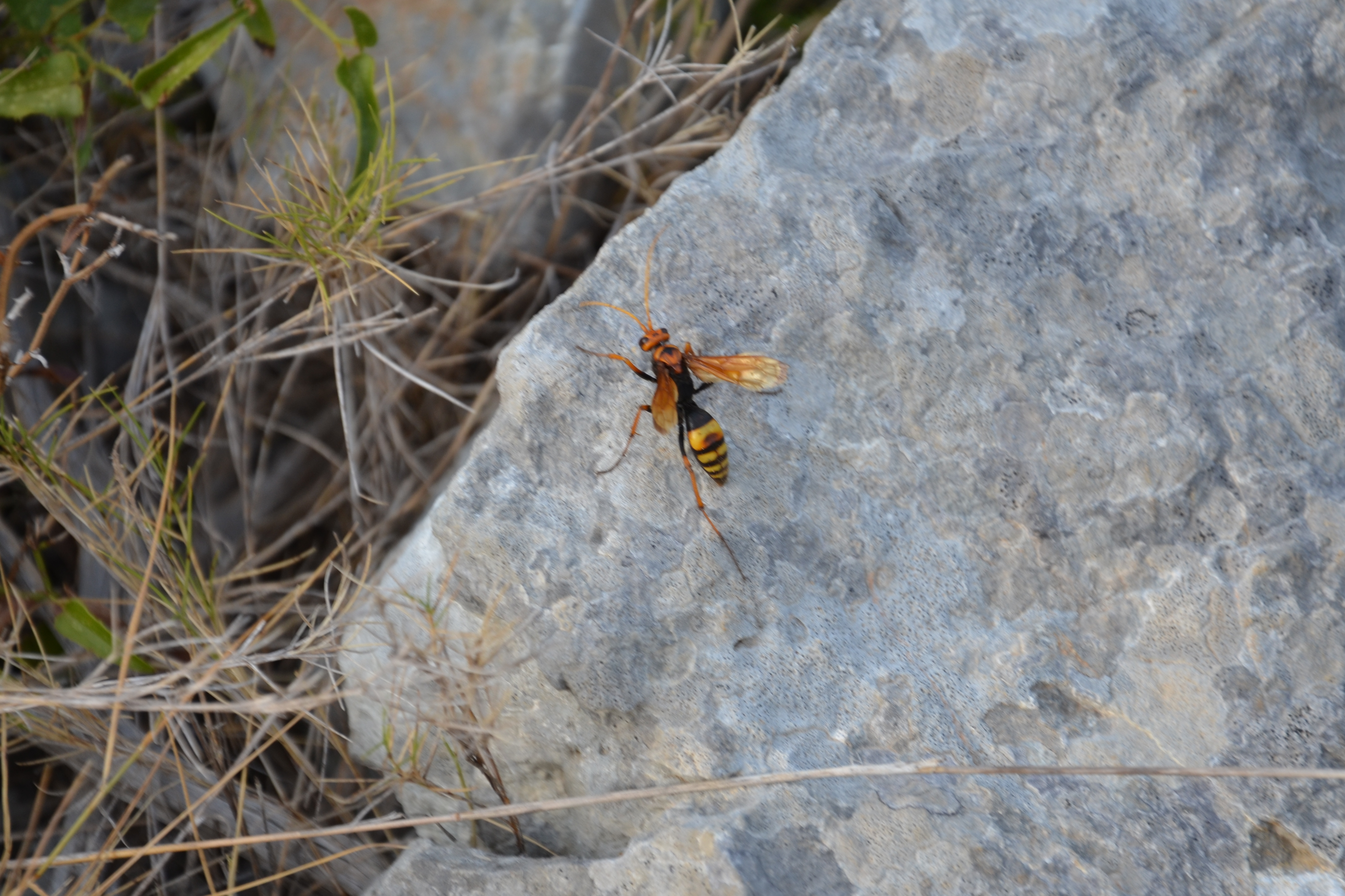
Dorsalansicht

Cryptocheilus alternatus ist ein Hautflügler aus der Familie der Wegwespen (Pompilidae).

## Merkmale
Die Wegwespenart ist 25–30 mm lang. Kopf, Fühler sowie ein Großteil der Beine und die Oberseite des Thorax sind rot-orange gefärbt. Die Femora sind mit Ausnahme des apikalen Endes dunkel gefärbt. Der Hinterleib hat eine schwarze Grundfarbe. Er weist breite gelbe Querbänder auf. Am hinteren Rand des ersten gelben Bandes befindet sich ein roter Fleck. Die Flügel sind goldbraun gefärbt und weisen einen dunklen äußeren Rand auf.

## Vorkommen
Cryptocheilus alternatus ist im nördlichen Mittelmeerraum weit verbreitet. Im Osten reicht das Vorkommen über Südosteuropa und Kleinasien bis zur Halbinsel Krim, in den Kaukasus und nach Zentralasien.

## Lebensweise

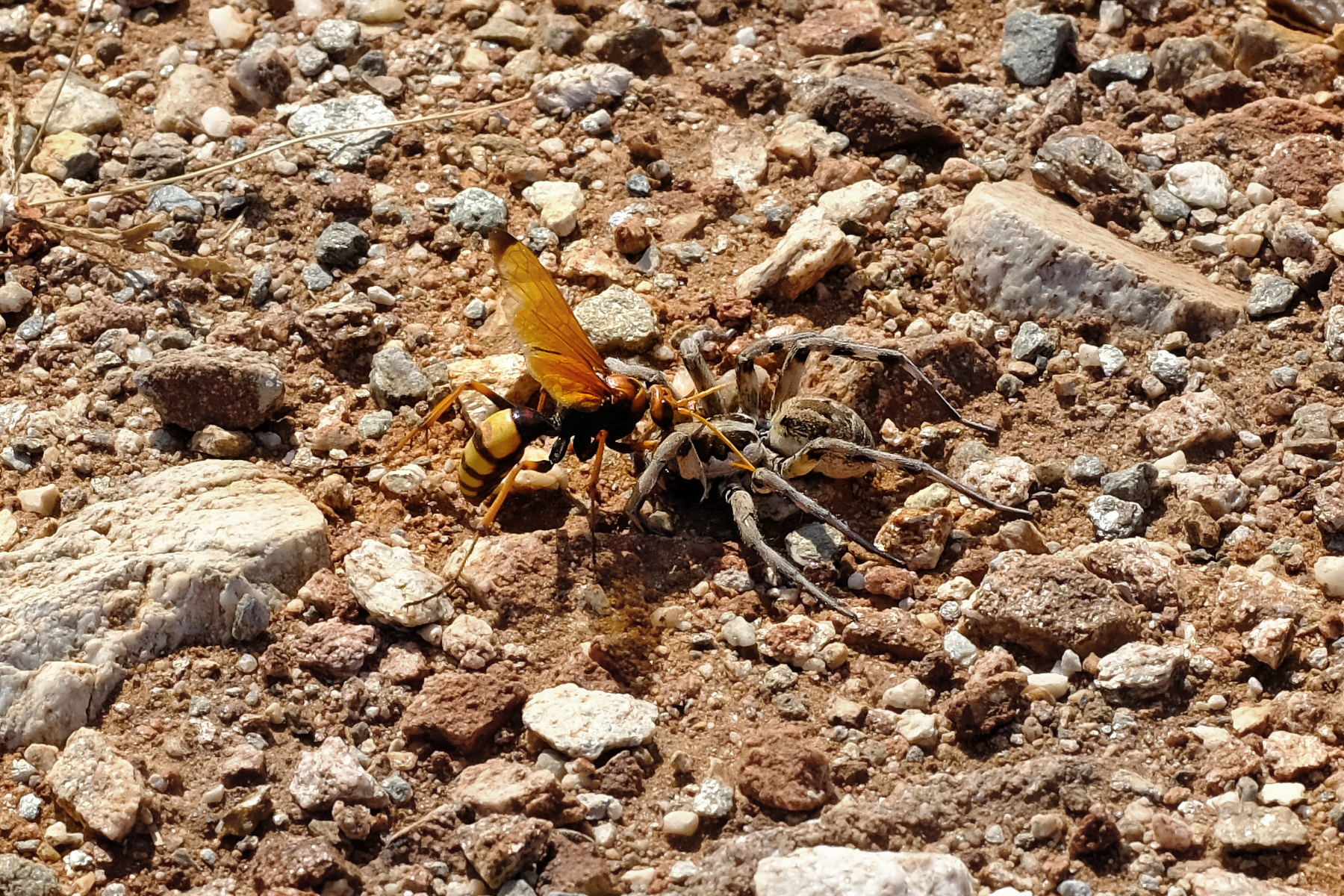
Wegwespe (Cryptocheilus alternatus) schleift eine erbeutete Schwarzbäuchige Tarantel (Hogna radiata) in ihr Nest

Cryptocheilus alternatus besiedelt trockene, temperaturbegünstigte Lebensräume. Die Tiere fliegen von Mitte Juni bis September. Die Weibchen von Cryptocheilus alternatus legen Bruthöhlen an. In diese wird jeweils eine zuvor mit ihrem Giftstachel gelähmte Spinne aus der Familie der Wolfsspinnen verbracht und anschließend ein Ei darauf abgelegt. Die Spinne dient der geschlüpften Larve der Wegwespe als Nahrung. Es werden auch größere Spinnenarten wie die Schwarzbäuchige Tarantel (Hogna radiata) erbeutet. Die Imagines beobachtet man häufig an Doldenblütlern und an Wolfsmilch.

## Taxonomie
In der Literatur finden sich zahlreiche Synonyme, darunter folgende:
- Cryptocheilus comparatus (Smith, 1855)
- Cryptocheilus annulatilis (Richards, 1935)
- Cryptocheilus annulatus (Fabricius, 1798)
- Cryptocheilus spectabile (Morawitz, 1892)
- Cryptocheilus spectabilis (Morawitz, 1892)